# Methodistische Kirche (Aurich)

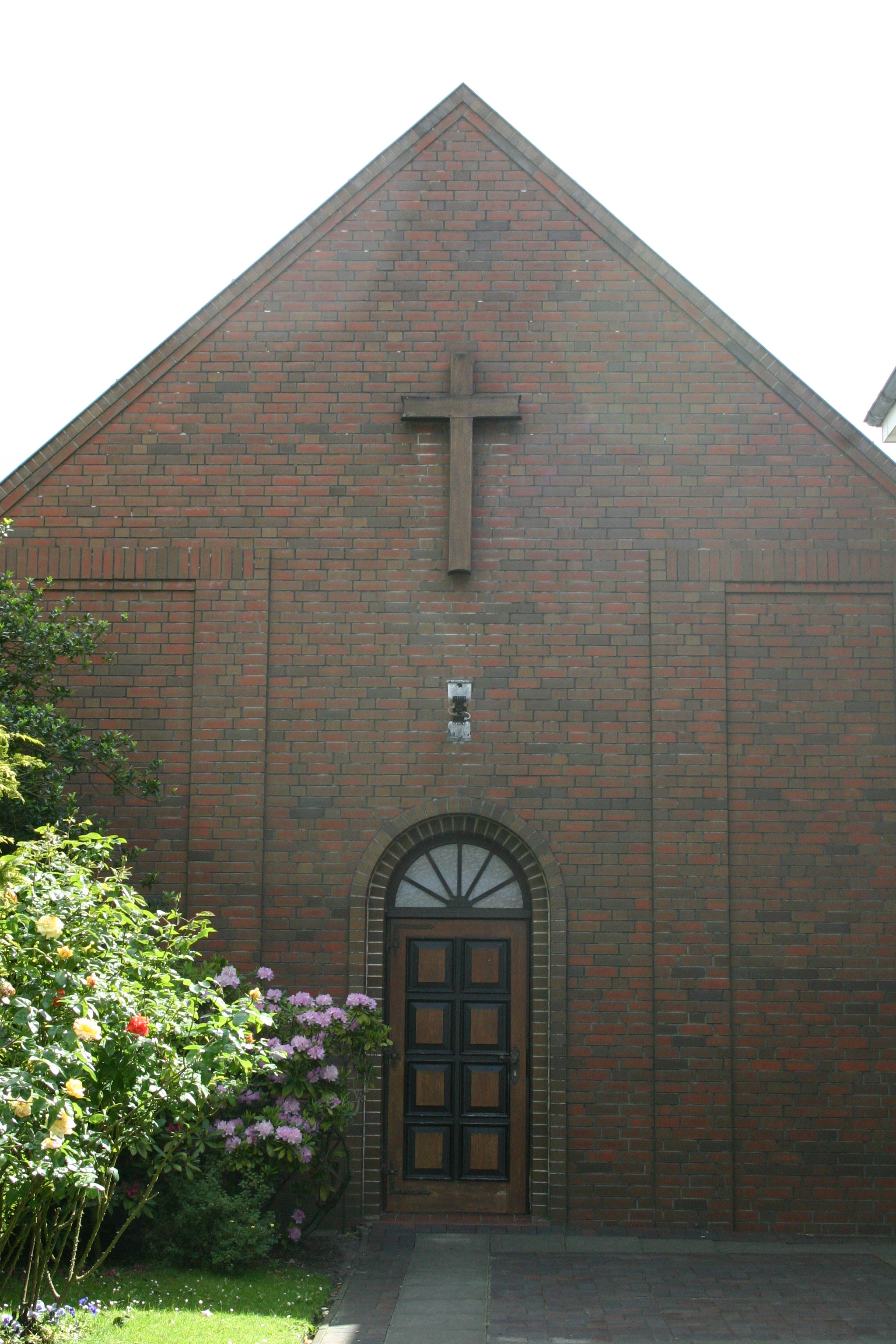
Methodistische Kirche Aurich

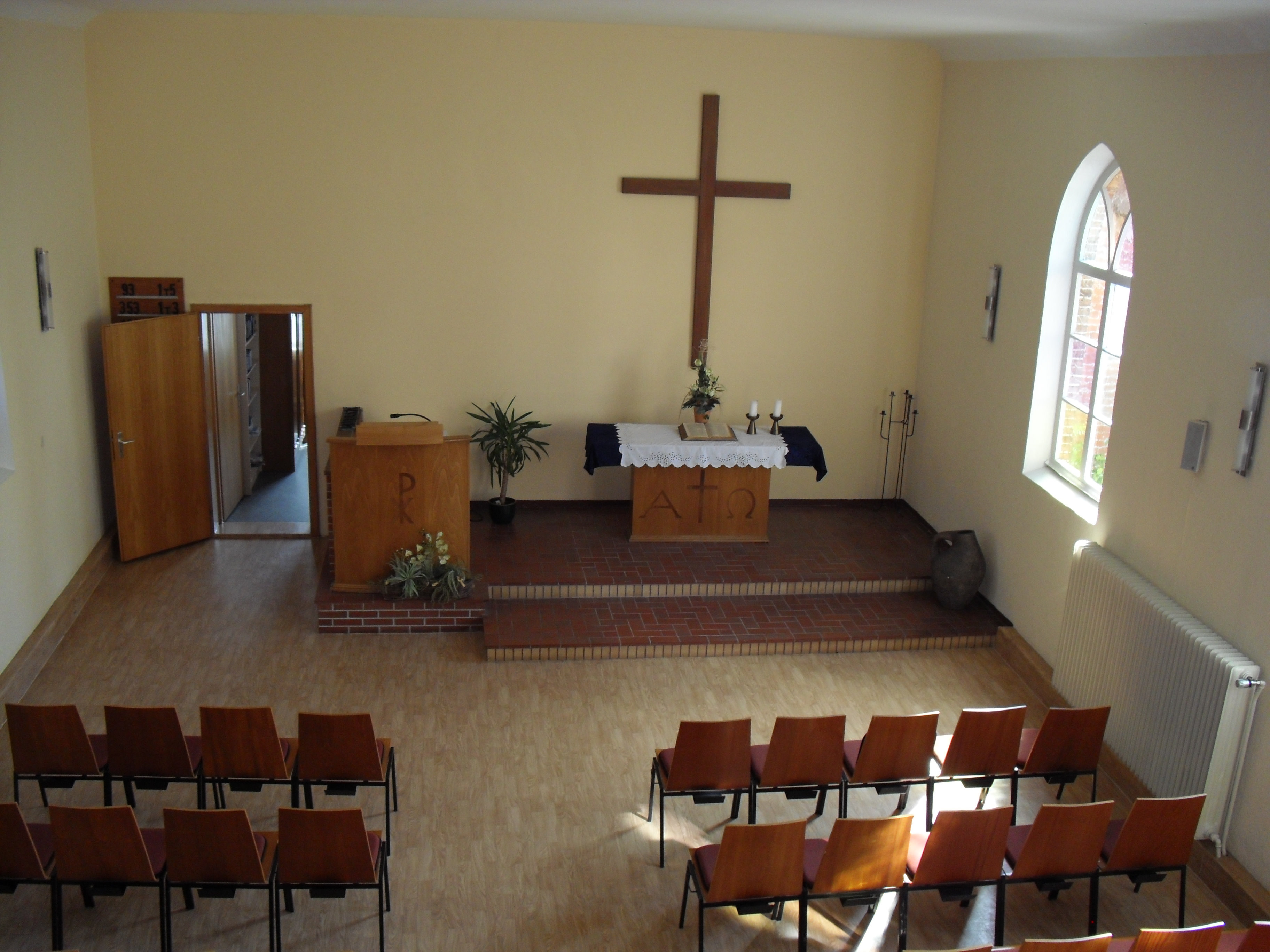
Schlicht gestalteter Innenraum

Die Methodistische Kirche Aurich wurde im Jahr 1878 als Saalkirche errichtet. Im Jahr 2010 wurde das Gebäude als kirchlicher Versammlungsort aufgegeben.

## Geschichte
Ab 1809 traten in Ostfriesland erste methodistische Christen auf. Zu Gemeindegründungen kam es im Zuge der ausgeprägten Missionstätigkeit des Methodistenpredigers Franz Klüsner, der 1866 von Edewecht (Oldenburg) nach Aurich übersiedelte und dort sowie im Auricher Umland evangelistisch tätig war. In seiner Wohnung hielt er Mittwoch- und Sonntagabends Betstunden mit dem Ziel ab: „Nicht Separation, sondern Besuch und Sammlung der religiös verkümmerten niedern Volksschichten vor andern“. 1878 wurde die methodistische Kirche gebaut und 1879 ein eigener Prediger angestellt. Versuche der Auricher Gemeinde, auch in Engerhafe, Victorbur und Moordorf Tochtergemeinden zu etablieren, blieben auf Dauer erfolglos. Im Jahr 1897 hatte die Gemeinde 47 Mitglieder und 18 Probemitglieder.
Im Gegensatz zur Bethlehemkirche in Neuschoo, die ein großes Einzugsgebiet aufweist, war die Auricher Gemeinde als typische Stadtgemeinde auf Aurich konzentriert. Im Jahr 1966 wurde Aurich als eigenständiger Bezirk aufgelöst und mit Neuschoo vereinigt. Nachdem zuletzt nur noch zwölf Personen den sonntäglichen Gottesdienst in Aurich besuchten, finden seit dem 1. Januar 2010 gemeinsame Gottesdienste in Neuschoo statt und wurde der Standort Aurich aufgegeben.

## Baubeschreibung
Der Zugang zur Saalkirche führt an der Giebelseite durch ein Rundbogen-Portal. Die gesamte westliche Giebelseite ist neu verklinkert. Die früheren beiden kleinen Fenster im Giebeldreieck wurden zugemauert. Als einzige Schmuckelemente an dieser Seite finden sich ein Kreuz im Giebeldreieck, das früher durch Neonröhren erleuchtet wurde, sowie zwei gewinkelte Zierstreifen an der Stelle, wo ursprünglich der mittlere Bereich risalitartig hervortrat und in das vormals durch ein Profil hervorgehobene Giebeldreieck überging. An der südlichen Längsseite finden sich Spitzbogen-Fenster im Stil der Neugotik. Der Innenraum ist schlicht gestaltet und wird von einer flachen Decke abgeschlossen. Im vorderen Bereich, der durch zwei Stufen leicht erhöht ist, befinden sich eine Kanzel und ein Tisch, die beide aus Holz verfertigt sind. An der Wand hängt ein Holzkreuz, das mit dem Altartisch eine optische Einheit bildet. Eine Tür hinter dem Kanzelbereich gewährt Zugang in einen weiteren Gemeinderaum.